# Tour d'Eben-Ezer
La Tour d'Eben-Ezer est une tour-musée construite par Robert Garcet, située en Wallonie à Eben-Emael (commune de Bassenge), au nord de Liège.
Ses proportions s'inspirent de celles de la Jérusalem céleste, selon saint Jean. Aux dires de son architecte, Robert Garcet, chaque pierre comporte une révélation et les chiffres parlent d'eux-mêmes. Le bâtiment, haut de 33 mètres, sur plan carré avec tourelle aux angles, est construit en gros moellons de silex sur un puits profond également de 33 mètres. Un des principaux constructeurs est Gilbert Krawinckel.
Ses sept étages sont couronnés par le tétramorphe, ou les « quatre vivants », ou encore les « quatre êtres vivants », qui représente les quatre animaux ailés qui tirent le char de la vision d'Ézéchiel, coulés dans le béton : le Taureau, au nord-ouest, le Sphinx, au sud-ouest, le Lion, au sud-est, et l'Aigle, au nord-est. À la base de la tour, un cromlech dresse ses douze stèles entre les taillis; chaque pierre dressée est distante de l'autre de 3,33 mètres. Quant au monumental escalier qui dévale le flanc de la colline, il a, lui aussi, les dimensions requises par un antique ésotérisme.
Dans la Bible, Eben Ezer est la Pierre d'aide, la pierre commémorative établie par Samuel après une défaite des Philistins, comme mémorial de l'aide reçue à l'occasion de Dieu (1 SAM. 7:7 - 12), à proximité de Mizpah (Benjamin), près de l'entrée occidentale du passage de Beth-horon. Sur ce même champ de bataille, vingt ans avant, les Philistins ont conduit les Israélites, « et le groupe de l'armée dans le domaine environ quatre mille hommes » (4 : 1.2 ; ici, et chez 5:1, appelé « Eben ezer » par anticipation).